# Kruisbladige wolfsmelk
De kruisbladige wolfsmelk of kruisbladwolfsmelk (Euphorbia lathyris) is een plant die in Nederland en België van nature voorkomt, zij het zeldzaam. Daarnaast is het ook een tuinplant. Tegenwoordig vindt men de plant steeds vaker, daar hij via wortelstokken en tuinafval uit tuinen ontsnapt en ook in parkachtige omgevingen te vinden is.
De plant wordt 30 tot 100 cm hoog. De bladeren staan paarsgewijs kruisgewijs tegenover elkaar. De bloei is in juni-augustus.
De plant is, zoals meerdere wolfsmelk-(Euphorbia-)soorten, giftig, en wordt daarom in de volksmond ook wel aangeduid met benamingen als "heksenmelk", "mollenkruid" of "rattenkruid". De naam "mollenkruid" komt van het idee dat de geur van de plant mollen afweert. Ook bestaat de gedachte dat mollen de zaden verplaatsen om deze geur niet binnen hun territorium te hebben, bijgevolg zorgen ze voor de verspreiding van de plant.
De naam heksenmelk wordt ook gebruikt voor een andere wolfsmelksoort, namelijk Euphorbia esula. 
Linnaeus gebruikte (in eerste instantie) de spelling Euphorbia lathyrus, maar corrigeerde die later zelf. Niettemin houdt een deel van de literatuur vast aan de oorspronkelijke spelling, waaronder de Heukels.